# 台灣心動家族兒童青少年關懷協會
社團法人台灣心動家族兒童青少年關懷協會（又稱為心動家族）係一個於2015年1月向中華民國內政部申請且經核准成立的社會公益協會。旨在—以照顧家族概念為出發，來協助不專心過動及其他情緒行為困難的孩童（例如：妥瑞氏症，憂鬱、焦慮、自閉症等孩童）的全國性協會。透過結合課程、專家和扶助團體，協助注意力不足過動症及妥瑞氏症、自閉症等情緒行為困難的孩童，及早走出情緒行為障礙。

## 緣起
根據協會本身的緣起介紹，該協會的前身－「心動家族（不專心好動家族）」起源於西元2009年一則發生於台灣教育現場的新聞之後：
|                            | 該老師以這名學生「過動」為由，把他以繩子綁在桌旁，想如廁則由同學牽繩帶往，有如遛狗。 |
| ——蘋果日報，2008年10月18日 |                                                                                      |

更早之前，在協會創立者於大學生涯的一次經歷後，成立這類支持團體的夢想種子便深植於其心田裡。在往後的職業生涯中因為感覺到「台灣對這個疾病的知識不足，網路民間常流竄1-20年前過時的資料，而真正接受過此疾病診斷及整合式治療訓練的專科醫師如兒心科醫師又少之又少。」、「ADHD全世界平均盛行率為7.2%，台灣社區研究為7.5%，而台灣健保資料庫研究顯示只有2.3%接受診斷，1.6%用藥，1%的人接受足夠時間完整的治療，所以可了解有許多人求助無門因而情況日益惡化。 」
也讓這夢想的種子開始發芽，最終茁壯。
|                                                         | ……為什麼？她說「我女兒小一時，就是五年前，我就知道她有不對勁的地方，我問過許多人也看過醫師，他們都說長大就會好，不然就是特質不會變，不然就說我只會重視成績，是我們期待太高，找過各種方法、各種課程，花了一堆錢情況越來越糟，最後做的是壓背療法，用一根棍子在背上用力來回輾壓，說越痛越好，我女兒做了兩次，每次都痛哭拜託不要再做。結果醫師你知道怎麼幫助這些人，卻躲在診間等人來，不去告訴更多人這件事是可以有效被幫忙？」 這些話令我非常震驚，甚至是後來一切改變的起點。 |
| ——陳錦宏， 注意力不足過動症ＡＤＨＤ的第三條路：心動家族 | |

## 歷史
2008年，該協會的前身－「心動家族（不專心好動家族）」成立。
2015年1月，「台灣心動家族兒童青少年關懷協會」正式成立。

## 外部連結
- 社團法人心動家族兒童青少年關懷協會（页面存档备份，存于）
- 社團法人台灣心動家族兒童青少年關懷協會的臉書
- 台灣心動家族創立之ADHD現代知識專頁
- 台灣兒童青少年精神醫學會-相關網站 Link （页面存档备份，存于）